# Mesosa albofasciata
Mesosa albofasciata es una especie de escarabajo longicornio del género Mesosa, categorizada en la tribu Mesosini, de la subfamilia Lamiinae. Fue descrita por Breuning en 1935.

## Descripción
Mide 13 mm de longitud.

## Distribución
Se distribuye por India.